# István Batházi
István Batházi (* 16. Dezember 1978 in Budapest) ist ein ehemaliger ungarischer Schwimmer, der bei Europameisterschaften einmal Gold und einmal Silber gewann.

## Sportliche Karriere
Der 1,96 Meter große István Batházi trat für den Budapest Spartacus SC an.
Bei den Olympischen Spielen 1996 in Atlanta erreichte Batházi das B-Finale über 400 Meter Lagen und belegte in der Gesamtwertung den 16. Platz. Im Jahr darauf schlug er bei den Europameisterschaften in Sevilla als Fünfter an, er hatte anderthalb Sekunden Rückstand auf die Medaillenränge. 1998 bei den Weltmeisterschaften in Perth belegte er ebenfalls den fünften Platz und war damit zweitbester Europäer hinter dem Niederländer Marcel Wouda. 1999 bei den Europameisterschaften in Istanbul schwamm Batházi auf den sechsten Platz.
2000 trat István Batházi auf beiden Lagenstrecken an. Bei den Europameisterschaften in Helsinki wurde er zunächst Sechster über 200 Meter Lagen. Über 400 Meter Lagen siegte er in 4:18,51 Minuten und hatte fast eine Sekunde Vorsprung auf den zweitplatzierten Rumänen Cezar Bădiţă. Bei den Olympischen Spielen in Sydney fehlten Batházi als Zehntem der Vorläufe über 400 Meter Lagen 0,72 Sekunden zum Finaleinzug. Über 200 Meter Lagen schied er als 19. der Vorläufe aus.
2002 bei den Europameisterschaften in Berlin wurde István Batházi Fünfter über 200 Meter Lagen. Über 400 Meter Lagen siegte der Italiener Alessio Boggiatto mit vier Sekunden Vorsprung vor Batházi, der nach 4:17,33 Minuten als Zweiter das Ziel erreichte. Ende 2002 bei den Kurzbahneuropameisterschaften in Riesa schlug Batházi über 400 Meter Lagen als Vierter an, er hatte fast drei Sekunden Rückstand auf seinen drittplatzierten Landsmann László Cseh. Seine letzte Endlaufplatzierung erreichte Batházi 2004 bei den Europameisterschaften in Madrid, als er Sechster über 200 Meter Lagen wurde.